# East Ham (stanice metra v Londýně)
East Ham je stanice metra v Londýně, otevřená roku 1858. Elektrifikace proběhla roku 1905. Roku 2005 probíhala rekonstrukce staniční budovy ve viktoriánském stylu. Autobusové spojení zajišťují linky: 101, 104, 147, 238, 300, 325, 376 a 474. Stanice se nachází v přepravní zóně 3 a 4 a leží na dvou linkách:
- District Line a Hammersmith & City Line mezi stanicemi Upton Park a Barking.

| Rok  | Počet cestujících |
| ---- | ----------------- |
| 2011 | 13,37 mil         |
| 2012 | 13,31 mil         |
| 2013 | 13,58 mil         |
| 2014 | 14,82 mil         |